# بنگوگ، ساسکاچوان
بنگوگ، ساسکاچوان (به انگلیسی: Bengough, Saskatchewan) یک شهرک در کانادا است که در ساسکاچوان واقع شده‌است. بنگوگ ۱٫۰۷ کیلومتر مربع مساحت و ۳۳۷ نفر جمعیت دارد.